# (5926) Schönfeld
(5926) Schönfeld es un asteroide que forma parte del cinturón de asteroides y fue descubierto por Maximilian Franz Wolf el 4 de agosto de 1929 desde el Observatorio de Heidelberg-Königstuhl, Alemania.

## Designación y nombre
Schönfeld recibió inicialmente la designación de 1929 PB.
Más adelante, en 1994, se nombró en honor del astrónomo alemán Eduard Schönfeld (1828-1891).

## Características orbitales
Schönfeld orbita a una distancia media de 2,351 ua del Sol, pudiendo acercarse hasta 1,793 ua y alejarse hasta 2,909 ua. Su inclinación orbital es 3,977 grados y la excentricidad 0,2375. Emplea 1317 días en completar una órbita alrededor del Sol. El movimiento de Schönfeld sobre el fondo estelar es de 0,2734 grados por día.

## Características físicas
La magnitud absoluta de Schönfeld es 14,4.